# رودلف کارناپ
رودلف کارناپ (آلمانی: Rudolf Carnap; زاده ۱۸ مهٔ ۱۸۹۱ – درگذشته ۱۴ سپتامبر ۱۹۷۰) یک فیلسوف اهل آلمان بود که قبل از ۱۹۳۵ در اروپا و پس از آن در ایالات متحده فعال بود. او یکی از اعضای مهم حلقهٔ وین و طرفدار پوزیتیویسم منطقی بود.

## حساب احتمالات
رودلف کارناپ برخلاف ریچارد فون میزز معتقد بود که حساب احتمالات و مفهوم احتمال شرطی در بسیاری گزاره‌ها و نظریه‌ها کاربرد دارد.

## آثار فلسفی

#### ساختار منطقی جهان
کارناپ در بین سال های ۱۹۲۲ تا ۱۹۲۵ بر روی کتابی کار میکرد که بعد ها به یکی از آثار اصلی او تبدیل شد٬ «ساختار منطقی جهان» (به آلمانی : Der logische Aufbau der Welt)، که به عنوان تز استادی او در دانشگاه وین پذیرفته و به عنوان کتاب در سال ۱۹۲۸ چاپ شد. موفقیت آن کتاب تبدیل به نقطه تحول تاریخی در معرفت شناسی مدرن شد و میتوان آن را به عنوان متن قویی در حوزه پوزیتویسم منطقی خواند.
این کتاب نشان میدهد که معرفت شناسی٬ مبتنی بر منطق نمادین مدرن٬ درباب تحلیل منطقی گزاره های علمی است٬ در حالی که خود علم مبتنی بر تجربه تنها منبع دانش درباره جهان خارج است٬ برای مثال: جهان خارج از قلمر ادراک انسان. 
با توجه به فلسفه کارناپ٬ گزاره های فلسفی جملاتی هستند درباره زبان علم ؛ آنها صدق و کذب ندارند بلکه تنها متشکل از تعاریف و قواعدی هستند درباره استفاده مفاهیمی مشخص.در مقابل گزاره های علمی هستند که گزاره هایی صدق و کذب پذیری هستند درباره جهان خارج .آنها معنادار هستند به این دلیل که مبتنی بر ادراکات حسی هستند. به بیانی دیگر صدق و کذب این گزاره ها را میتوان با سنجیدن محتوای آنها بوسیله مشاهدات بیشتر مشخص کرد.در این کتاب کارناپ ساختار منطقی و مفهومیی را میخواهد نشان دهد که بوسیله آن میتوان تمام جملات علمی را سامان دهی کرد. کارناپ عنوان «نظریه بنیادین» را بر روی این پروژه منطقی-معرفت شناختی گذاشت. این یک تعهد سازنده است که دانش علمی را با توجه به مفاهیم منطق نمادین سازمان دهی میکند. بنابراین هدف این سیستم بنیادین تشخیص و شناسایی طبقات متفاوت مفاهیم علمی٬ و متمایز کردن روابط منطقیی است که آنها را به هم متصل میکند است .در ساختار منطقی جهان٬ مفاهیم به عنوان اموری هستند که دلالت بر ابژه ها٬ روابط٬ ویژگی ها٬ دسته ها  و وضعیت ها دارند.
کارناپ استدلال میکند که همه مفاهیم باید در یک سلسله مرتبه بندی بشوند. در آن سلسله تمامی مفاهیم بر اساس یک نظم بنیادین دسته بندی شده اند که در آن مفاهیم قابل تقلیل و تبدیل به موارد بنیادین دیگری هستند. کارناپ توضیح میدهد که یک مفهوم میتواند به چیز دیگری تقلیل یابد٬ زمانی که تمام جملات حاوی مفهوم اول قابل تبدیل به جملاتی باشد که حاوی مفاهیم دیگری باشد. به بیانی دیگر هر جمله علمی بهتر است قابل ترجمه به جمله دیگری باشد، به نحوی که اصطلاحات اصلی آن با اصطلاحات ترجمه شده ارجاع به چیز واحدی داشته باشند. مهم تر از همه آنکه کارناپ استدلال میکند که مبنای این سیستم روانشناختی است . یعنی محتوای آن به نحوه آنی ادراک میشود و از عناصر بنیادین ساخته شده است٬ یعنی تجربه حسی. این عناصر بنیادین متشکل از وضعیت های خود آگاه روانشناختی تک سوژه انسانی است. در آخر کارناپ استدلال میکند که پروٰژه بنیادین او امکان تعریف و وحدت بخشی به کل مفاهیم علمی دریک سامانه مفهومی٬ مبتنی بر تعدادی از مفاهیم اساسی را اثبات میکند.